# Índice terapéutico
El índice terapéutico o IT constituye una medida del margen de seguridad de un medicamento. Se expresa numéricamente como una relación entre la dosis del medicamento que causa la muerte (dosis letal o DL) o un efecto nocivo en una proporción "x" de la muestra y la dosis que causa el efecto terapéutico deseado (dosis efectiva o DE) en la misma o mayor proporción "y" de la muestra.
Este concepto se puede formular como:
{\displaystyle IT={\frac {DL_{50}}{DE_{50}}}}
donde el número 50 significa el 50% de la población. Cuanto menor sea el índice terapéutico más riesgo presenta la administración de dicho medicamento y se debe monitorear al paciente para comprobar que no sufre intoxicación. Por el contrario, un IT elevado nos indica que el medicamento es seguro (lo cual no tiene por qué significar que tenga mayor utilidad).